# Censo de los Obispos
El censo de los Obispos es un registro elaborado en la Corona de Castilla en 1587.

## Historia
La elaboración del censo se comenzó a acometer a finales de 1586, bajo el reinado de Felipe II. Se recurrió a los obispos de la Corona de Castilla para que informasen de cuántos vecinos había en cada diócesis. Se considera el segundo censo más antiguo de entre los esbozados en Castilla, tan solo por detrás del de Pecheros, pero a los datos no se les presupone mucha fiabilidad, con la excepción de los de algunas diócesis.